# Eugeniusz Ciszak
Eugeniusz Ciszak (ur. 6 grudnia 1929 we Wrześni, zm. 28 lutego 2007) – polski inżynier, urzędnik państwowy, wiceminister do spraw górnictwa, wojewoda katowicki.

## Życiorys
Syn Antoniego i Marii. Był absolwentem inżynierii górnictwa na Politechnice Śląskiej w Gliwicach. Pracę zawodową zaczynał w Biurze Projektów Nowych Kopalń w Gliwicach, następnie był zatrudniony w Głównym Biurze Studiów i Projektów Górniczych w Katowicach na stanowiskach kierowniczych. W latach 1983–1987 pełnił funkcję wiceministra w Ministerstwie Górnictwa i Energetyki, w latach 1988–1989 kierował działem węglowym Komisji Górnictwa i Energetyki w Europejskiej Komisji Gospodarczej ONZ w Genewie.
1 czerwca 1994 został wyznaczony na urząd wojewody katowickiego przez premiera Waldemara Pawlaka, sprawował go do 21 listopada 1997. W czasie swojej kadencji zasłynął z całonocnych rokowań, jakie prowadził w lipcu 1996 ze strajkującymi pracownikami komunikacji miejskiej, doprowadzając do porozumienia.
W 1998 otrzymał Krzyż Komandorski z Gwiazdą Orderu Odrodzenia Polski.